# Shaun Simpson

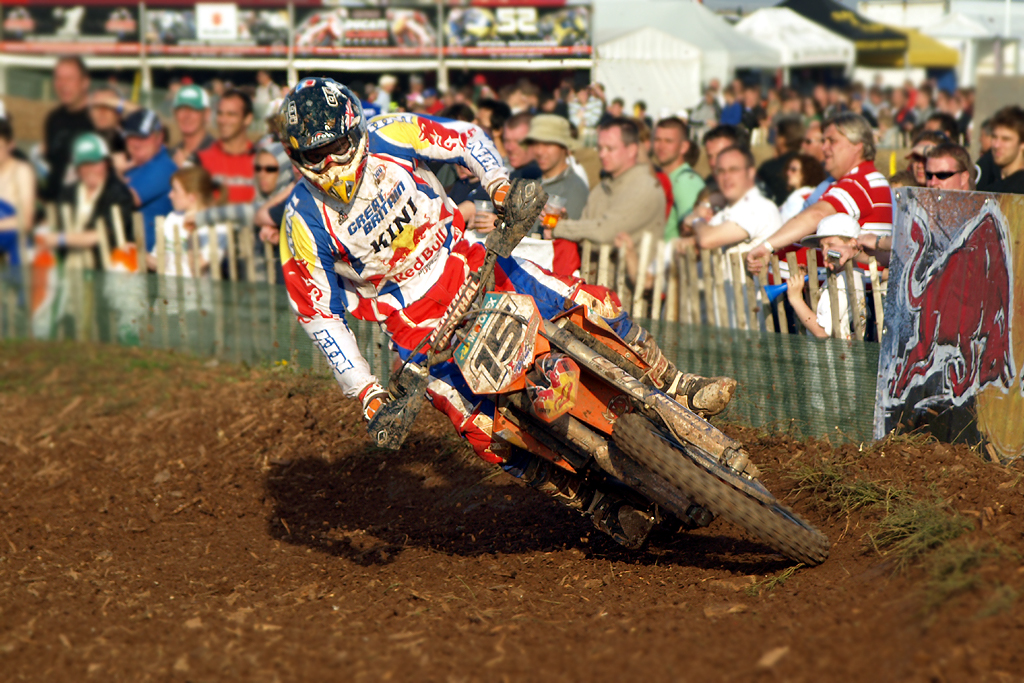
Shaun Simpson in 2008

Shaun Simpson (Fife, 13 maart 1988) is een Brits motorcrosser.

## Carrière
Simpson maakte zijn debuut in het Wereldkampioenschap motorcross op zestienjarige leeftijd in 2004, tijdens de Zuid-Afrikaanse MX2-Grand Prix. Hij behaalde meteen enkele punten met zijn KTM. In 2005 nam hij aan meerdere wedstrijden deel, en werd met een Honda 31ste in de eindstand. In 2006 reed hij weer een beperkt programma en werd 33ste. In 2007 ging hij met Kawasaki rijden, maar kwam niet verder dan de 24ste plaats. Hij liet al wel enkele mooie resultaten optekenen, maar was nog veel te onregelmatig. Het seizoen 2008 was dat van de grote doorbraak. Hij kwam opnieuw uit op KTM en stond dat jaar tweemaal op het podium. Hij wist het seizoen af te sluiten als vierde. Voor 2009 kreeg hij een plaats in het fabrieksteam van KTM, maar blesseerde zich al vroeg in het seizoen. Daardoor bleef het bij één podiumplaats en een negentiende plaats in de eindstand. In 2010 kwam hij vaak tekort voor de beste resultaten en stond weer eenmaal op het podium. Simpson werd achtste in de eindstand.
Vanaf 2011 maakte Simpson de overstap naar de MX1-klasse, opnieuw op Honda. Simpson had het moeilijk met deze overstap en werd slechts vijftiende. Hij wist wel de Belgische titel te behalen. In 2012 ging Simpson voor Yamaha rijden. Hij deed het iets beter en wist het seizoen af te sluiten als elfde. Voor het seizoen 2013 verhuisde Simpson naar een ander Yamahateam, waarin hij ongeveer dezelfde resultaten kon neerleggen. Hij won wel zijn eerste en tot nog toe laatste Grand Prix van zijn carrière, in het Nederlandse Lierop. Simpson sloot het seizoen af als negende. Vanaf 2014 komt Simpson opnieuw uit voor KTM. In 2014 behaalde hij eenmaal het podium en werd zevende in de eindstand. In 2015 wist hij twee Grands Prix te winnen en stond hij nog één keer op het podium. Zo werd hij vierde in de eindstand.
Simpson maakte ook al een aantal keer deel uit van de Britse ploeg voor de Motorcross der Naties.

## Palmares
| 1           | 08-09-2013 | Benelux (Nederland) | Lierop         |
| MXGP-klasse |            |                     |                |
| 2           | 02-08-2015 | België              | Lommel         |
| 3           | 30-08-2015 | Nederland           | Assen          |
| 4           | 05-03-2017 | Indonesië           | Pangkal Pinang |